# جوناثان سانتياغو
جوناثان سانتياغو (بالفرنسية: Jonathan Santiago)‏ (9 يونيو 1994 بمارسيليا في فرنسا - ) هو لاعب كرة قدم فرنسي في مركز الوسط. لعب مع أولمبيك مارسيليا.

## وصلات خارجية
- جوناثان سانتياغو على موقع قاعدة بيانات كرة القدم.إي يو (الإنجليزية)
- جوناثان سانتياغو على موقع Soccerway.com (الإنجليزية)
- جوناثان سانتياغو على موقع AS.com (الإسبانية)